# Георгий (Капсанис)
Гео́ргий II Капса́нис (греч. Γεώργιος Καψάνης, греч. Γεώργιος Καθηγούμενος; 26 июня 1935, Афины — 8 июня 2014, Греция, Салоники) — кандидат богословия, игумен монастыря Григориат на Святой Горе Афон в 1974—2014 годах.
Известный богослов и церковный деятель конца XX-начала XXI века, историк Николай Селищев охарактеризовал его эпитетом «Афонский старец» отказался от научной карьеры в пользу монашества и принял деятельное участие в возрождении афонского монашества в XX веке.

## Биография
Родился в Афинах в семье образованных и благочестивых родителей. С юных лет он подружился с церковным историком митрополитом Лимносским Василием (Атесисом).

### До 1995 года
В 1969 году окончил Богословский факультет Афинского университета, получив степень кандидата богословия после защиты диссертации «Пастырская забота Церкви о заключённых», после окончания преподавал в университете на кафедре пастырского богословия.
В 1972 году он был пострижен в монахи в монастыре Успения Пресвятой Богородицы в Пендели, в том же году был рукоположен в диакона, затем в пресвитера и вскоре получил сан архимандрита..
Между 1972 и 1974 годами Георгий в монастыре святого Георгия Армас на Эвбее подобрал братию из шести монахов, и оттуда 8 июля 1974 года они прибыли на Афон.
Через несколько дней братия пригласила их в монастырь Григориат, 26 июля того же года архимандрит Георгий был избран игуменом этого монастыря, его стали называть Георгием II (Георгий I — настоятель монастыря в 1916—1924 годах).
В период игуменства Георгия II монастырь вёл активную издательскую деятельность, в 1976 году выходит книга «Пастырское служение по священным канонам»
В 1977 и 1979 годах иноки монастыря Горняк последовательно подарили Григориату две частицы мощей (часть главы и палец) основателя монастыря Григориат преподобного Григория нового.
В эти годы игумен Георгий провёл исследование истории монастыря, результаты которого опубликовал в 1979 году, в этой работе он обобщил сведения о том, что основателем монастыря был ученик Григория Синаита Григорий Новый, эта точка зрения в начале XXI века стала общепринятой.
На момент ухода на покой монастырь населяли порядка 65 монахов.
С середины 1970-х годов братия монастыря под руководством Георгия II от имени монастыря Григориат осуществляла миссионерскую деятельность в Колвези (Заир, с 1997 Демократическая Республика Конго).
Важную роль в становлении миссии сыграл старец Паисий, руководителем миссии был иеромонах Косма Григориат.
В Колвези активно работал интернат для мальчиков, было открыто 55 приходов, крещено более 1500 аборигенов; после того, как 27 января 1989 Конго он погиб в автокатастрофе, миссионерскую деятельность продолжил иеромонах Мелетий.
В 1991 году на пристани построен параклис, освящённый в честь мучеников Рафаила, Николая и Ирины

### 1996—2006 годы
С середины 1990-х годов начинают активно выходить его произведения:
С 1996 года стал выходить ежегодный журнал «Преподобный Григорий», в котором публиковались проповеди игумена, исторические и агиографические статьи, материалы по таким проблемам, как экуменизм, глобализация, экспансивная политика США и т. п., в том же году на Афоне вышла книга «Наша православная вера и заблуждения иеговистов».
В 1997 году издана книга «Опыт познания благодати Божией»; в том же году на русский язык была переведена книга «Подвиг во Христе в наше время отступничества от Бога».
В 1998 году был издан ряд книг: «Православие и гуманизм — православие и папизм», «Крест Христов и его значение в нашей жизни», «Молитва Господня», Православное монашество и Святая Гора.
13-15 ноября того же года Григорий выступил с речью «Пастырские труды Святителя Григория Паламы» на международном Научном симпозиуме «Святитель Григорий Палама в истории и в настоящем».
В 1999 году вышли «Вопросы экклезиологии и пастырства»
В 2000 году на русский переведена книга «Обожение как смысл человеческой жизни»
В 2001 году на русский язык были переведены книги «Об опыте Божией благодати».
В том же году в качестве реакции на террористическую атаку 11 сентября 2001 года в интернете была опубликована статья Георгия (Капсаниса), в которой он просил американцев не отвечать злом на зло и призывал греческих христиан не принимать электронные документы с числом 666.
В 2002 году на русский язык была переведена книга «О молитве Господней»
- 2004 — «Бог явился во плоти: Рождественские проповеди»[24], «Евхаристическая жизнь»[25]
- 2005 — «Воскресение Христово видевше»[26] и «Обожение как цель жизни человека»[27]
- 2006 — «Святой Григорий Палама, учитель обожения»[28] и «Православие и римокатоличество (папизм)»[29]. На русский язык была переведена книга «Пастырское служение по священным канонам»[30]

### С 2007 года
В 2007 году, после принятия Равеннского документа Георгий II одним из первых выступил с его резкой критикой. Позиция Григория II позже цитировалась антиэкуменистами и во многом совпала с позицией Русской православной церкви, которую высказал епископ Венский Иларион (Алфеев). Официальный документ РПЦ с анализом Равеннского документа вышел только в декабре 2013 года.
В 2008 году на русском языке вышла книга «Бог стал человеком, чтобы человек стал богом», в которую вошли переводы книг «Обожение как цель человеческой жизни», «Православие и папизм», «Православие и гуманизм»
В этом году он возвращается к теме православно-католического диалога, проповедуя на эту тему со страниц известных греческих изданий:
весной 2008 года опубликована статья «О подготавливаемом Ватиканом соединении Православной и Римско-Католической Церквей», в которой раскрывает проблему римоцентрического экуменизма, который предполагает создание единой церкви под главенством папы путём создания движения так называемого народного экуменизма. Эта статья была растиражирована на десятках русскоязычных сайтов ().
осенью того же года архимандрит Григорий вернулся к этому вопросу в статье «Уния: метод папоцентристского экуменизма», поводом для которой стало рукоположение во епископа Каркавийского униатского клирика Димитрия Салахаса, профессора Римского Института Восточных Исследований и члена Смешанной богословской комиссии диалога между православными и католиками 24 мая 2008 года.
Проповедь к рождеству «От кризиса — к надежде», составленная в конце 2012 года, также была переведена на русский язык и опубликована на ряде интернет-сайтов.
13 февраля 2014 года Георгий II оставил пост игумена монастыря без объяснения причин, но существует мнение, что основной проблемой стало состояние его здоровья.
Его сменил архимандрит Христофор (Пигасиу).
Ранним утром 8 июня 2014 года, в день Святой Троицы, Георгий II скончался в Салониках, его тело было погребено на горе Афон.